# Hitachi Magic Wand

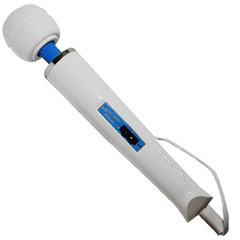
Оригинальный вибратор Hitachi Magic Wand, модель HV-250R

Hitachi Magic Wand (позднее переименованный в Magic Wand Original и Original Magic Wand, часто называемый просто Magic Wand) — электрический вибрационный массажёр с питанием от переменного тока, первоначально изготовленный для снятия напряженности и расслабления мышц, но получивший известность благодаря своему использованию в качестве cекс-игрушки. Японская компания Hitachi начала продажу массажёра в Соединённых Штатах в 1968 году. Деятельница секспросвета Бетти Додсон популяризировала использование массажёра в качестве вибратора и мастурбации для женщин во время секс-позитивного движения в конце 1960-х годов. Он эффективно функционирует как вибратор для клитора и способен довести многих женщин до оргазма. Вибратор весит 540 г и состоит из ручки длиной 30 см и прорезиненной головки диаметром 64 мм.
Продажи Magic Wand резко повысились после того, как вибратор был показан в эпизоде сериала «Секс в большом городе» в 2002 году. Hitachi решила прекратить производство устройства в 2013 году, опасаясь того, что название компании будет ассоциироваться с секс-игрушками. Vibratex убедил компанию продолжить производство вибратора под новым названием «Original Magic Wand», убрав имя Hitachi. В 2014 году компания решила использовать название «Magic Wand Original».
Учёные исследовали использование этого вибратора для достижения оргазма и помощи при хронической аноргазмии — сексуальной дисфункции, при которой человек не может достичь оргазма. Журнал «Journal of Consulting and Clinical Psychology» в 1979 году опубликовал исследование, в котором было установлено, что лучшим способом лечения хронической аноргазмии является использование Magic Wand. В 2008 году «The Scientific World Journal» опубликовал исследование, в котором более 93 % группы из 500 хронических аноргазматических женщин смогли достичь оргазма с помощью Magic Wand и метода Бетти Додсон. Устройство использовалось во многих исследованиях, результаты которых были опубликованы в журналах «Dermatology Online Journal», «Journal of Applied Physiology», «Experimental Brain Research», «Neuroscience Letters» и «Journal of Perinatal & Neonatal Nursing».
Magic Wand иногда называют «Кадиллак вибраторов», «Роллс-Ройс вибраторов» и «мать всех вибраторов». Сексологи Беттина Арндт, Лаура Берман, Глория Брэме и Рут Вестхаймер рекомендовали женщинам использование этого вибратора, а журнал «Cosmopolitan» сообщил, что Magic Wand стал самой популярной игрушкой, рекомендуемой секс-терапевтами. Читатели Mobile Magazine в 2005 году присвоили Magic Wand титул «Лучший гаджет всех времён». В фильме Тани Уэкслер «Без истерики!» во время демонстрации эволюции вибраторов был показан этот массажёр. Блог Engadget назвал Magic Wand «самой узнаваемой секс-игрушкой на земле».

## Дизайн и функции

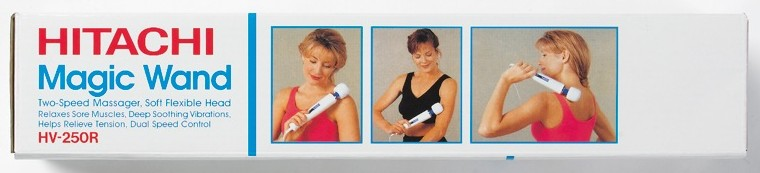
Hitachi зарегистрировали Magic Wand для коммерческого использования в ведомстве по патентам и товарным знакам США 25 апреля 1968 года

Длина устройства составляет 30 сантиметров, масса — 540 граммов. Стимуляция мышц и нервов обеспечивается прорезиненной головкой размером в 64 мм, которая прикрепляется к основной части массажёра через гибкую шейку. К устройству подключен шнур длиной 1,8 м для подачи электроэнергии от электросети с переменным током 110 вольт. Батареи в массажёре отсутствуют. Массажёр обеспечивает две скорости вибрации — 5000 и 6000 об / мин, что эквивалентно 83 Гц и 100 Гц, — которые контролируются переключателем на его корпусе. В частности, исследования, опубликованные в журнале Sexual and Relationship Therapy, показали, что Magic Wand работает на своей низкой установке на частоте 89 Гц, а на высокой — на 101 Гц. Смещение при вибрации достигает 0,45 мм с ускорением 185,7 мкг (0,002866 г). Поскольку изначально при разработке устройства не учитывалось его возможное использование для сексуальной стимуляции, оно проявляет некоторые недостатки будучи используемым в качестве секс-игрушки. Помимо своего размера, объёма и зависимости от сетевого питания, который ограничивает его переносимость, он не является водонепроницаемым или водостойким и перегревается при использовании более 25 минут, и имеет всего две скорости. Также, этот вибратор не советуют брать с собой в путешествия, так как он может вызвать возгораемость розеток в некоторых странах.
Благодаря популярности Magic Wand возник вторичный рынок комплектующих, на котором стало возможным приобрести различные насадки из различного материала с вариацией цвета и рисунками. Эти насадки создавались разными компаниями, которые не имели никаких связей с Hitachi. Без насадок массажёр эффективно функционирует как клиторальный вибратор, способный помочь женщинам достичь оргазма. Существуют насадки, которые устанавливаются на верхнюю часть устройства и используется для дополнительного возбуждения клитора. Насадка под названием «Wonder Wand» позволяет женщинам ощутить вибрации глубоко во влагалище. Согласно статье в онлайн-журнале «Дерматология», «Wonder Wand» сделан из материала, содержащего пластик, который легко очищается после использования. Существуют насадки из силикона, предназначенные для усиления проникающих ощущений вибрации или для изменения текстуры устройства. Насадка, называемая «G-Spotter», подходит к устройству таким же образом и превращает устройство в стимулятор G-точки. «Gee-Whiz» (также называемый «G-Whiz») является аналогичным приложением, используемым для стимуляции точки G. «Fluffer Tip Wand Attachment» может быть размещено сверху устройства и может использоваться для имитации ощущений при куннилингусе. «Liberator Axis» — это бустерная подушка, которая стабилизирует Magic Wand, поэтому пользовательнице не нужно держать её руками во время использования. Насадки продавались на веб-сайте Бетти Додсон, на котором были предоставлены графические инструкции по их использованию вместе с Magic Wand. Массажёр может использоваться мужчинами без насадок или с насадкой «G-Whiz», при прикладыванию к половому члену он доставляет приятные ощущения, стимулируя предстательную железу. Также существует насадка в виде колпачка, который подходит к верхней части устройства и может функционировать как мужская рука для мастурбации. В Японии продаётся насадка для мужчин, которая помогает стимулировать простату через прямую кишку.

## История

### Дебют массажёра
Hitachi зарегистрировали Magic Wand для коммерческого использования в ведомстве по патентам и товарным знакам США 25 апреля 1968 года. Kabushiki Kaisha Hitachi Seisakusho зарегистрировали товарный знак Magic Wand. Он стал доступен для массового рынка в США в 1970-х годах и был рекламирован как устройство для оказания помощи при массаже. Он эффективен при снятии боли, связанной с болями в спине, и зарегистрирован в Управлении по санитарному надзору за качеством пищевых продуктов и медикаментов как терапевтический электрический массажёр, используемый для физиотерапии. Magic Wand заявлен производителем как устройство для расслабления мышц, снятия напряжения и помощи в реабилитации после спортивных травм.

### Вклад в обучение о женском оргазме

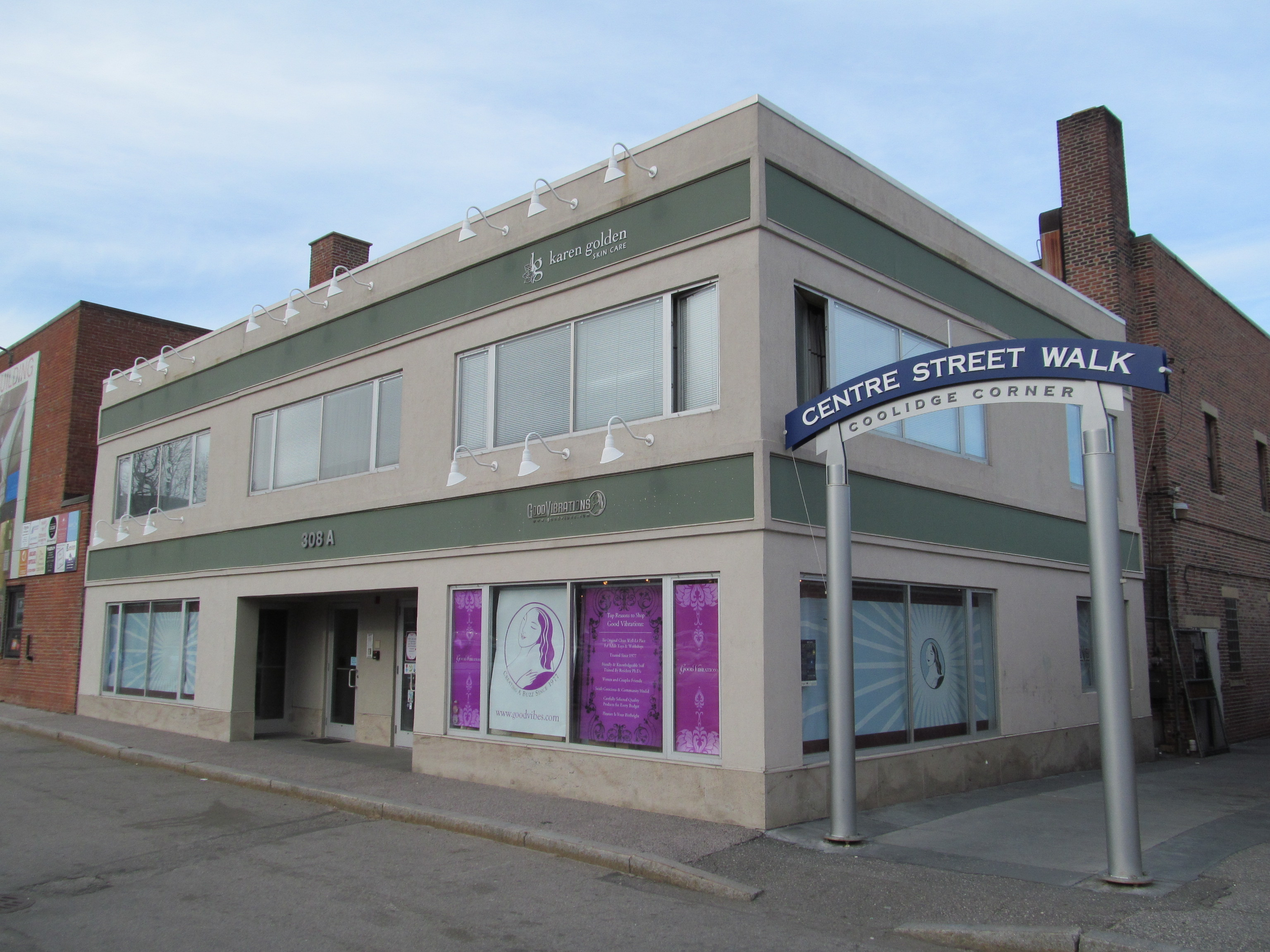
Magic Wand пользуется успехом в секс-шопе Good Vibrations со времени открытия магазина в 1977 году

Magic Wand пользовался большим успехом в качестве вибратора. Такую популярность Magic Wand получил благодаря американской активистке полового просвещения Бетти Додсон, которая использовала его в демонстрациях и учебных классах для обучения женщин техникам мастурбации. Додсон начала свою активность в секс-позитив движении в конце 1960-х. Она рекомендовала женщинам класть маленькое полотенце на свои гениталии для того, чтобы ослабить вибрацию и продлить приятные ощущения. Её техника стала известной как «метод Бетти Додсон». Она проводила семинары, называемые Bodysex, где пятнадцать обнажённых женщин в положении лежа на спине использовали Magic Wand каждая. Каждой участнице на время этих двухчасовых семинаров групповой мастурбации выдавалось по одному Magic Wand. С помощью этой техники Додсон научила тысячи женщин достигать оргазма.
Делл Уильямс, основательница первого феминистического бизнеса по продаже секс-игрушек в Соединённых Штатах, Eve’s Garden, открыла его после знакомства с Magic Wand в начале 1970-х годов на курсах Додсон. Уильямс отмечала, что Magic Wand был её любимой игрушкой из-за своей надежности и способности доставлять удовольствие клитору. В 1974 году Додсон в своей книге Liberating Masturbation порекомендовала читателям использовать это устройство. До 1975 года Додсон в своих семинарах использовала массажёр Panasonic Panabrator, и в 1975 году она заменила его на Magic Wand. В 1977 году Додсон порекомендовала устройство Дайан Хэнсон, бывшему редактору порнографических журналов Leg Show и Juggs. Хэнсон вспоминала свой первоначальный опыт после получения рекомендации от Додсон — ей была дана инструкция купить Magic Wand, но одновременно было рекомендовано проявлять осторожность в отношении его эмоционального и физического влияния, поскольку он мог вызвать зависимость или привычку. Она заметила, что по сравнению с её предыдущим вибратором, питаемым двумя батарейками типа D, Magic Wand был значительно более эффективной игрушкой.
Magic Wand стал бестселлером в секс-шопе Good Vibrations со времени открытия магазина в 1977 году. Магазин рекламировал игрушку женщинам как устройство для эффективной стимуляции клитора. Устройство стало прочным бестселлером в Соединённых Штатах в магазинах секс-игрушек для взрослых. Среди женщин возникло разговорное название игрушки, «Big Buzzy» (с англ. — «Большая Баззи»); также игрушка называлась просто как «The Hitachi». В 1980-х годах устройство рекламировалось на последних страницах журнала Mother Jones. Оно стало популярным среди женщин и было показано на обложке книги 1976 года Good Vibrations: The New Complete Guide to Vibrators от Джоани Бланк. В 1992 году на 15-ю годовщину открытия секс-шопа Good Vibrations его менеджеры заказали партию шоколада в форме массажёра Magic Wand. Сотрудники отдела продаж из штаб-квартиры компании Hitachi частично профинансировали создание этих шоколадок. Кроме этого, руководители Hitachi дополнительно приобрели 500 шоколадных конфет в форме массажёра, которые в том же году раздавались на конференции, посвящённой продажам компании.
В 1995 году газета Good Vibes Gazette опросила покупателей секс-шопов и попросила их высказать своё мнение по поводу секс-игрушек. Magic Wand в итоге опроса был назван выдающейся игрушкой. Книга 1995 года про цензуру, Forbidden Passages: Writings Banned in Canada — которая также описывала работы, конфискованные канадскими властями за «непристойность» — содержала главу, написанную женщиной, которая использовала Magic Wand для облегчения боли. В 1997 году Magic Wand был самым популярным праздничным подарком, продававшимся в магазине Good Vibrations в Беркли, Калифорния. Журнал Out писал, что Magic Wand в 1998 году был бестселлером среди секс-игрушек. Канадский консервативный журнал Alberta Report раскритиковал другой, Chatelaine, за то, что тот в 1999 году написал про рост популярности Magic Wand и прочих секс-игрушек среди женщин. В 1999 году Magic Wand рекламировался потребителям в качестве «персонального массажёра». Журнал The Village Voice писал, что устройство рекламировалось компанией как «домашний электрический массажёр». Согласно статье в The Village Voice , устройство пережило все последующие изобретения от компаний-соперниц, и осталось бестселлером. Когда в 1999 году журналисты The Village Voice связались с директором по связям с общественности компании Hitachi Джерри Корбеттом, тот подчеркнул изначальную цель продукта: «Очевидно, [Magic Wand] — это простой продукт. Нет никаких подтекстов дальше обычного лечебного использования».

### Vibratex
В 2000 году у Hitachi возникли разногласия с компанией Appliance Corporation of America, распространительницей продуктов Hitachi в Америке, включая Magic Wand. Продажи устройства в Штатах временно прекратились. В июне 2000 года Hitachi заключила соглашение с калифорнийской компанией по продаже секс-игрушек Vibratex на продажи устройства в США. С этого момента Vibratex продавала устройство в США до 2014 года. Уролог и специалист по сексуальной дисфункции Джед Каминецкий в 2000 году рассказал The New York Observer, что Magic Wand обладает прославленной репутацией. Он сказал, что рекомендует устройство пациенткам, испытывающим сложности с достижением оргазма при мастурбации. Каминецкий обнаружил что Magic Wand помогает достичь оргазма наиболее эффективно и является одним из лучших доступных вибраторов.
Использование шейного массажёра для отличной от заявленной цели было популяризовано в 2002 году эпизодом «Ситуация критическая» пятого сезона телесериала «Секс в большом городе». Одна из героинь эпизода, Саманта Джонс, пришла в магазин The Sharper Image с целью покупки вибратора, однако сотрудники магазина заявили ей, что это массажёр для шеи. Вскоре после показа в этом эпизоде «Секса в большом городе» запасы массажёра Magic Wand были распроданы во всех магазинах. Журналистка Наоми Вульф написала в газете The Sunday Times, что в процессе подготовки статьи про каталог женских игрушек секс-шопа Good Vibrations она обнаружила, что магазин распродал весь свой запас Magic Wand благодаря показу устройства в сериале. Аналогичное событие произошло и с вибратором «Рэббит», популярность которого выросла после показа в 1998 году в «Сексе в большом городе». Согласно Энди Айзексону, написавшему главу в книге Best Sex Writing 2013, простая демонстрация этих секс-игрушек в «Сексе в большом городе» сильно изменила их культурное восприятие в Соединённых Штатах.
Газета The Times отметила, что, когда вибратор появился в 2004 году в продаже в Соединённом Королевстве, он был относительной новинкой на том рынке. Фэй Флам в 2006 году написала в статье в The Seattle Times что антивибраторные законы Алабамы, Джорджии и Техаса не распространяются на Magic Wand, так как он своим видом не похож на фаллический объект. Устройство и в 2006 году было одним из самых продававшихся мастурбаторов.
В 2011 году заключительные титры фильма «Без истерики!» режиссёра Тани Векслер показали Magic Wand среди других вибраторов в видеомонтаже, демонстрирующем их эволюцию. В августе 2012 года американский кинорежиссёр Клейтон Кубитт использовал Magic Wand в своей видеоарт-выставке, названной Hysterical Literature. В рамках видеопроекта женщины, стимулировавшиеся Magic Wand, сидели на стуле и зачитывали произведения литературы. Каждое видео заканчивалось женским оргазмом. В своих статьях для газетного издательства The McClatchy Company Чак Шепард назвал это «великим искусством».

### Ребрендинг

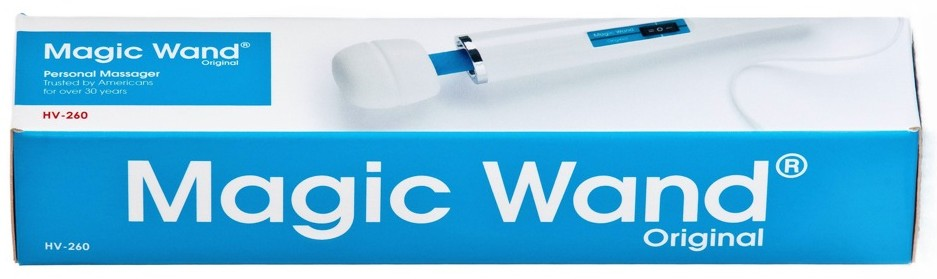
Устройство было переименовано в Magic Wand Original после того, как в 2013 году компания Hitachi отказалась от использования своего имени в маркетинге

Из-за опасений по поводу того, что её имя связано с популярной сексуальной игрушкой, компания Hitachi решила прекратить производство Magic Wand в 2013 году. Эдди Ромеро, директор по операциям компании Vibratex, рассказал Engadget, что Hitachi является чрезвычайно солидной компанией и испытывает неудобства, когда её связывают с самым продаваемым мастурбатором. Компания Vibratex убедила компанию Hitachi продолжить производство устройства, переименовать его в Original Magic Wand (с англ. — «Оригинальная волшебная палочка»), использовать более легкие и долговечные материалы и убрать все упоминания Hitachi. Вновь названное устройство вернулось в продажу 25 июня 2013 года, с улучшенными техническими характеристиками и изменённым графическим дизайном на упаковке. Оно продавалось магазином Good Vibrations под названием Original Magic Wand Vibrator.
Компания Hitachi не рекламировала обновлённое устройство для сексуальных целей. В 2014 году Бетти Додсон рассказала Engadget, что устройство по-прежнему является её любимым вибратором. 5 мая 2014 года устройство было показано в комедийном сегменте телевизионной программы «Луи» на телеканале FX. В 2014 году продажи устройства компанией Vibratex составили 250 000 экземпляров. В ноябре 2014 года доцент акушерства и гинекологии Стэнфордской школы медицины Лия Милхайзер написала рекомендацию по использованию Magic Wand. Она прокомментировала веб-сайту Yahoo! Health , что устройство помогает женщинам с достижением оргазма после менопаузы, а также улучшает сексуальные способности и самооценку.

## Научные исследования

### Сексуальные применения

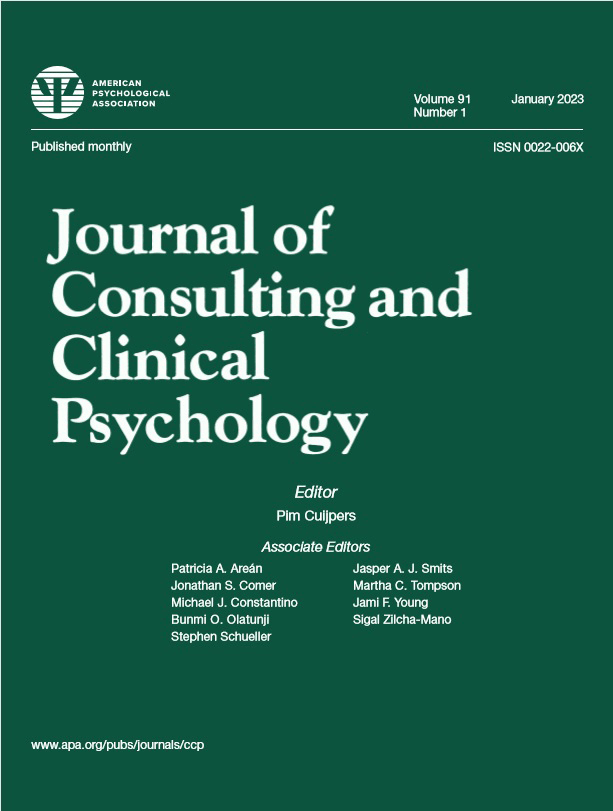
В журнале ' в 1979 году было опубликовано исследование по использованию Magic Wand для помощи женщинам в достижении оргазма

Многие учёные обсуждали использование Magic Wand для лечения хронической аноргазмии — типа сексуальной дисфункции, при которой человек не может достичь оргазма, и другие сексуальные проблемы, включая расстройство женского сексуального возбуждения. В исследовании, опубликованном в 1979 году в Journal of Consulting and Clinical Psychology, анализировалось обучение техникам самостоятельной мастурбации женщин из группы лиц, испытывавших трудности с достижением оргазма. Исследователи раздали женщинам Magic Wand, чтобы помочь возбудить клитор и повысить вероятность того, что они испытают оргазм. Они нашли, что самостоятельное использование Magic Wand является наиболее эффективным способом решения проблем, связанных с достижением оргазма.
В 2008 году журнал The Scientific World Journal опубликовал исследование, в котором женщинам с хроническими проблемами в достижении оргазма были даны инструкции с использованием документации от Бетти Додсон. По их словам, большая головная часть Magic Wand эффективно создавала ощущения вибрации в области клитора и вульвы без какого-либо неприятного ощущения. Исследование показало, что более 93 % из группы из 500 хронически аноргазматических женщин могут достичь оргазма, используя Magic Wand и метод Бетти Додсон. Исследование журнала Scientific World Journal впоследствии обсуждалось в обзоре литературы, опубликованном в 2010 году журналом The Journal of Sexual Medicine. В 2011 году Бат Шева Маркус опубликовала в журнале The Journal of Sexual Medicine статью, в которой оценивала изменения в сексуальных ожиданиях женщин после предоставления им Magic Wand для повышения уровня их сексуального опыта.
Кейт Нафтали и Эдит МакХэтти из Исследовательской сети по вопросам здоровья инвалидов, под руководством врачей Андрея Красиукова и Стейси Л. Эллиотт, в своей работе Pleasure Able: Sexual Device Manual for Persons with Disabilities рекомендовали людям с ограниченными возможностями использовать Magic Wand. Авторы писали, что человек с устройством должен иметь возможность находиться в сознании во время всего процесса. Они также написали, что Magic Wand полезен людям, у которых движения рук ограничены.
В 2011 году на конференции Conference on Human Factors in Computing Systems авторы Анна Иглин и Шоуэн Бардцелл обсудили Magic Wand в контексте устройств, используемых для сексуального удовлетворения, и которые изначально не были созданы для этой цели. Исследование 2012 года, опубликованное в журнале Sexual and Relationship Therapy, оценило семь вибраторов для использования в клинической терапии для сексуальной стимуляции. Они обнаружили, что Magic Wand демонстрирует высокую подвижность в движениях и колебаниях. Исследователи предположили, что их данные могут быть использованы терапевтами для выбора оптимального вибратора, который может обеспечить как эффективность, так и чувствительность для их клиентов.

### Вибрационная анальгезия
В своей книге Myofascial Pain and Fibromyalgia: Trigger Point Management, изданной в 2002 году, авторы — хирург-ортопед Эдвард С. Рахлин и физиотерапевт Изабель Рахлин — рекомендовали использовать Magic Wand для самолечения пациентов с миалгией. Они пишут, что постоянное использование Magic Wand на миофасциальных триггерных точках или напряженных участках мышц может привести к уменьшению дискомфорта, испытываемого пациентами. Рахлины предположили, что такое лечение можно проводить по месту жительства вне клинических условий.